# Die Totenschmecker
Die Totenschmecker ist ein 1978 gedrehtes, im Bauernmilieu spielendes, deutsches Filmdrama von Ernst Ritter von Theumer.

## Handlung
In einer ländlichen Gegend im Tiroler Alpenland. Felix und Kurt sind zwei Brüder und Söhne eines Großbauern, der noch im fortgeschrittenen Alter den Hof betreibt. Der dritte Sohn des Bauern heißt Franz und ist ganz offensichtlich geistig zurückgeblieben. Während Felix sich als Erstgeborener Hoffnung machen kann, eines Tages den Hof zu erben, bleibt Kurt, der nicht gebunden ist, keine Aussicht auf irgendetwas. Er arbeitet in einem Sägewerk. Felix hat mit der Magd Rosa ein gemeinsames, uneheliches Kind, die halbwüchsige Anna, meist Annerl genannt. Immer wieder versucht Rosa den Großbauern dazu zu überreden, schon vorzeitig den Hof an ihren Felix zu übergeben, immerhin sei dieser ja auch schon 50 Jahre alt, doch dieser sperrt sich vehement dagegen.
Als Anna von der Schule durch einen Waldweg heimkehrt, mit einem vorurteilsbehafteten Schmähliedchen auf den Lippen über „stehlende Zigeuner“, die arbeitsscheu und ungepflegt seien, begegnet sie prompt einen von denen. Es ist der charmante, junge Joschi, der mitten im Nirgendwo auf der Geige spielt. Sie ist fasziniert von dem Gedichte aufsagenden Jungen und folgt ihm zu seiner in einem Wohnwagen und in Zelten campierenden Sippe, die gerade, klischeebehaftet, am Lagerfeuer sitzt, Geige und Gitarre spielt und dabei isst und trinkt. Erst spät, es ist bereits dunkel geworden, kommt Maria nach Haus, sicher begleitet von Joschi. Während sich Annerl rasch zur sterbenskranken, alten Großmutter schleicht, um Diskussionen mit ihrem Vater aus dem Weg zu gehen, schimpft die Bauernsippe im selben Moment über das „Zigeunergesindel“, das sich gerade in der Gegend „herumtreibe“. Noch am selben Abend schleicht der geistig zurückgebliebene Franz um das Haus herum, lugt von außen durch das Fenster in das schwach beleuchtete Zimmer vom Annerl hinein und schaut zu, wie sie sich für die Nachtruhe vorbereitet. Dann dringt Franz in die Kammer des im Bett liegenden Mädchens ein. Anna ist aber noch hellwach und beginnt zu schreien. In Sekundenkürze steht die Bauernfamilie um Annerls Bett herum und erfährt von Franzens Annäherungsversuch. Der alte Bauer und seine anderen zwei Söhne rennen in den Kuhstall und vermöbeln Franz.
Am nächsten Morgen mache sich zwei der Zigeunerinnen auf den Weg zum Bauernhof, um etwas Milch und Eier zu erbitten. Da sie zunächst dort niemanden antreffen, gehen sie auf dem Gelände herum, um nach einem der Bauersleute zu suchen. Während die Eine die Bäuerin um Milch bittet, betritt die andere auf der Suche nach Eiern den Stall herum und entdeckt dabei den verprügelten, in einem Verschlag eingesperrten Franz. Sie schreit vor Schreck, da sie Franzens irren Blick und sein Verhalten als bedrohlich empfindet. Die Bauersleute eilen zu der Schreienden und sehen, wie Franz offensichtlich die Fremde erwürgt hat und ihre Leiche ins Freie trägt. Die andere Zigeunerin brüllt „Ihr habt sie umgebracht“ und rennt davon, um die Polizei zu verständigen. Der alte Bauer befiehlt Felix, er solle ihr nachlaufen und sie festhalten. Es kommt zum Gerangel, wo bei sich die Frau heftig wehrt. Schließlich erschlägt Felix die Zigeunerin in Rage, in dem er ihren Kopf mehrfach auf einen Stein aufschlägt. Zu allem Überfluss taucht auch noch die ganz in Schwarz gekleidete, extrem gottesfürchtige Großmutter auf und zetert „Ich verfluche euch“. Rosa bringt die Alte zu Bett, die sich zum Sterben niederlegt. Zur gleichen Zeit lernen sich Anna und Joschi näher kennen, und zwischen beiden knistert es.
Einer der fahrenden Leute ist mittlerweile auf der Suche nach den beiden verschwundenen Frauen und wird von der Magd Rosa nur als „dreckiger Zigeuner“ angepöbelt. Durch Rosas gekünstelt aufgebrachtes Verhalten schließt er richtig, dass die Magd lügen muss, als sie behauptet, dass keine der Frauen hier am Hof angekommen sei. Die Chefin der Zigeunersippe beauftragt zwei der Männer, nun intensiv nach den beiden von den Bauernsöhnen umgebrachten Frauen zu suchen. Der Altbauer, der ahnt, dass die Zigeuner die Sache nicht auf sich beruhen lassen werden, trifft eine fatale Entscheidung: “Wir haben keine andere Wahl: Die oder wir” meint er und fordert damit auf, alle sich in der Nähe aufhaltenden Zigeuner umzubringen. Derweil kommt Anna hinzu und ruft “Großmutter stirbt, schnell, holt’s den Pfarrer!”. Während die Großmutter vergebens auf den Pfarrer und die letzte Ölung wartet, tauchen die beiden Zigeunermänner auf und werden beide vom Altbauern mit dessen Gewehr erschossen. Anna eilt herbei und ruft “Großmutter ist gestorben!”. Dabei sieht sie, wie der Altbauer und ihr Vater Felix die vier Leichen der ermordeten Männer und Frauen auf einen Kutschwagen hieven und schreit vor Entsetzen. Schließlich kehrt auch Kurt von der Arbeit im Sägewerk heim und sieht, welch schreckliche Taten seine Brüder und sein Vater begangen haben. Man fährt zum Platz am See, wo die Zigeuner ihr Lager aufgeschlagen haben. Nachdem Kurt sich geweigert hat, das mutmaßlich letzte Mitglied der Sippe, die Zigeunerchefin, zu erschießen, vollbringt sein Bruder Felix auch noch diese Bluttat. Dabei wird er von dem sich hinter einem Baum versteckenden Joschi beobachtet. Der Altbauer und seine Söhne räumen daraufhin das kleine Lager und packen die fünf Leichen der Sippenmitglieder in den Wohnwagen und versenken diesen im See. Da Joschi sich zuvor noch seinen Geigenkasten geschnappt hat und in der Entfernung aufspielt, wissen die bäuerlichen Mörder, dass ihnen einer der Zigeuner, der ihr mörderisches Handeln bezeugen kann, entwischt sein muss.
Die mörderische Bauernfamilie sitzt am Tisch zusammen und überlegt, wie man den letzten Zigeuner erwischen kann. Bei der Beerdigung der Großmutter macht Felix kurz den entkommenen Joschi aus. Anna, die ebenfalls anwesend ist, bekommt die Bilder der ermordeten Zigeunerinnen nicht mehr aus dem Kopf und ruft ihren Verwandten “Mörder!” entgegen. Die Bauersleute entscheiden sich angesichts dieser unsicheren Situation dafür, die Toten aus dem See wieder zu verbergen, um ihre Leichen zu verbrennen. Rosa wird derweil ins Dorf geschickt, um sich umzuhören, ob jemand etwas von dem Zigeunerjungen weiß. Auf dem Weg dorthin lauert ihr Franz auf, stürzt sich auf sie und vergewaltigt und erwürgt die Magd. In der Abenddämmerung ist der Caravan wieder aus dem See geschleppt. Man will im Inneren die Leichen verbrennen, dabei erleidet der Altbauer schwere Verbrennungen. In der Ferne sieht und hört man Joschi auf einem Bergrücken auf der Geige Zigeunerweisen spielen. Der Alte wird in ein Krankenhaus gefahren. Felix ist jetzt ganz versessen darauf, den letzten Zeugen seiner Mordtaten zu erwischen und steigt bei einer Klamm den Fels hinauf, wo er Joschi vermutet. In einem (Alp-)Traum sieht Anna, wie der von ihrem Vater verfolgte Junge den schroffen Fels in die Tiefe stürzt. Schreckensbleich wacht sie in Gegenwart von Kurt, der sich in Felix’ Auftrag um sie kümmern soll, auf. Draußen im dunklen Wald, entdeckt der noch immer durch das Gelände umherstreifende irre Franz die Geige Joschis und nimmt diese an sich.
Felix kommt derweil auf den Hof zurück, und offensichtlich hat sich Annas Alptraum bestätigt, denn er behauptet, dass er den letzten Zigeunerzeugen erledigt und begraben hätte. Während die beiden Bauernbrüder ihre Untaten bei einem Besäufnis feiern, wird Rosas Leiche gefunden. Zwischen Kurt und Felix kommt es beim Umtrunk zum Streit. Felix, der sich bereits darauf freut, als ältester Sohn der neue Erbauer zu werden, wird von seinem Bruder daran erinnert, dass er ebenso gut den Hof führen könnte, zumal er ja keinen der Zigeuner ermordet habe. Nicht zu Unrecht nimmt Felix an, dass Kurt ihn erpressen wolle. Kurt kommt damit jedoch nicht weiter, geht hinaus in die dunkle Nacht und will mit dem Auto fortfahren. Felix, der zurecht vermutet, dass sein Bruder zur Polizei fahren und ihn anzeigen will, schießt auf das fahrende Auto und verletzt dabei Kurt, der jedoch dem Fahrzeug entkommen kann. In der dunklen Scheune kommt es zwischen den bäuerlichen „Kain und Abel“ zum Showdown, bei dem der jüngere Bruder den älteren mit der Mistgabel tötet. Schließlich erliegt auch den angeschossene Kurt seinen Verletzungen. Dann fährt ein Krankenwagen vor, in ihm sitzt Franz, den man offensichtlich im Wald aufgelesen hatte. Bei sich trug er Joschis Geige. Der ebenfalls anwesende Polizist fragt Anna, wo ihr Vater sei. Sie wiederum fragt nur nach Joschi, dem Zigeuner. Doch der Polizist weiß nichts von Zigeunern in der Umgebung, man habe hier keine gesehen. Er meint: “Zigeuner san wie die Vögel, die bleiben nicht lange an einem Ort”. Das habe Joschi auch immer gesagt, erwidert Annerl.

## Produktionsnotizen
Die Totenschmecker, auch unter den nicht minder reißerischeren Titeln Das Tal der Gesetzlosen und Der Irre vom Zombiehof bekannt, wurde an 26 Tagen zwischen dem 28. August und dem 30. September 1978 in Kitzbühel und Umgebung gedreht. Die Fertigstellung erfolgte im November desselben Jahres. Der Streifen wurde am 22. Februar 1979 im Augsburger Savoy-Kino uraufgeführt. Im ZDF wurde der Streifen leicht gekürzt unter dem neutraleren Titel Das Mädchen vom Hof gezeigt.
Produzent und Regisseur Theumer hatte auch die Produktionsleitung, die Herstellungsleitung lag bei der Schauspielerin Monica Teuber, die auch eine Nebenrolle als Lehrerin hatte.
Nach dem italienischen Exploitation-Trash Ich, die Nonne und die Schweinehunde (1972) arbeitete Theumer erneut mit den beiden österreichischen Darstellern Herb Andress und William Berger zusammen. Seine Mitproduzentin Teuber hatte damals eine der weiblichen Hauptrollen.

## Kritiken
„Auf einem Einödhof in den österreichischen Bergen haust ein verwitweter Bauer mit drei Söhnen, von denen der schwachsinnige jüngste vor der Umwelt abgeschirmt wird. In diesem Milieu lebt man von Vorurteilen, die sich in einer Orgie von Gewalt entladen, als der geistig Behinderte ein Zigeunermädchen erwürgt. Um die Tat zu vertuschen, rottet die Familie die gesamte, in der Nähe lagernde Zigeunersippe aus. Ein reißerisch zugespitztes grobes Gewaltdrama, mittelmäßig inszeniert und gespielt.“

Auf Schnittberichte.com heißt es: „Ein seltenes, kurioses (Hinterwäldler-)Heimatdrama mit Thrillerelementen und düsterer Stimmung. Plump, teilweise recht langweilig und nicht wirklich gut, jedoch auch nicht so übel wie zuerst angenommen.“